# Maria Ștefan
Maria Ștefan, född den 16 februari 1954 i Jurilovca, Rumänien, är en rumänsk kanotist.
Hon tog OS-guld i K-4 500 meter i samband med de olympiska kanottävlingarna 1984 i Los Angeles.